# Myasia Jacobs
Myasia Jacobs (ur. 8 stycznia 1994) – amerykańska lekkoatletka specjalizująca się w biegach sprinterskich. 
Złota medalistka igrzysk olimpijskich młodzieży w sztafecie szwedzkiej (2010). Na mistrzostwach świata juniorów młodszych w 2011 zdobyła srebrny medal w biegu na 100 metrów oraz wystąpiła w eliminacjach w amerykańskiej sztafecie szwedzkiej, która w finale sięgnęła po srebrny medal.
Rekord życiowy w biegu na 100 metrów: 11,38 (11 czerwca 2015, Eugene). 

## Osiągnięcia
| Rok  | Impreza                               | Miejsce         | Konkurencja       | Pozycja    | Wynik   |
| ---- | ------------------------------------- | --------------- | ----------------- | ---------- | ------- |
| 2010 | Igrzyska olimpijskie młodzieży        | Singapur        | sztafeta szwedzka | 1. miejsce | 2:05,62 |
| 2011 | Mistrzostwa świata juniorów młodszych | Lille Metropole | bieg na 100 m     | 2. miejsce | 11,61   |